# زولتس آم نکا
شهر زولتس آم نکا (به آلمانی: Sulz am Neckar) در ایالت بادن-وورتمبرگ در کشور آلمان واقع شده‌است.

## نگارخانه

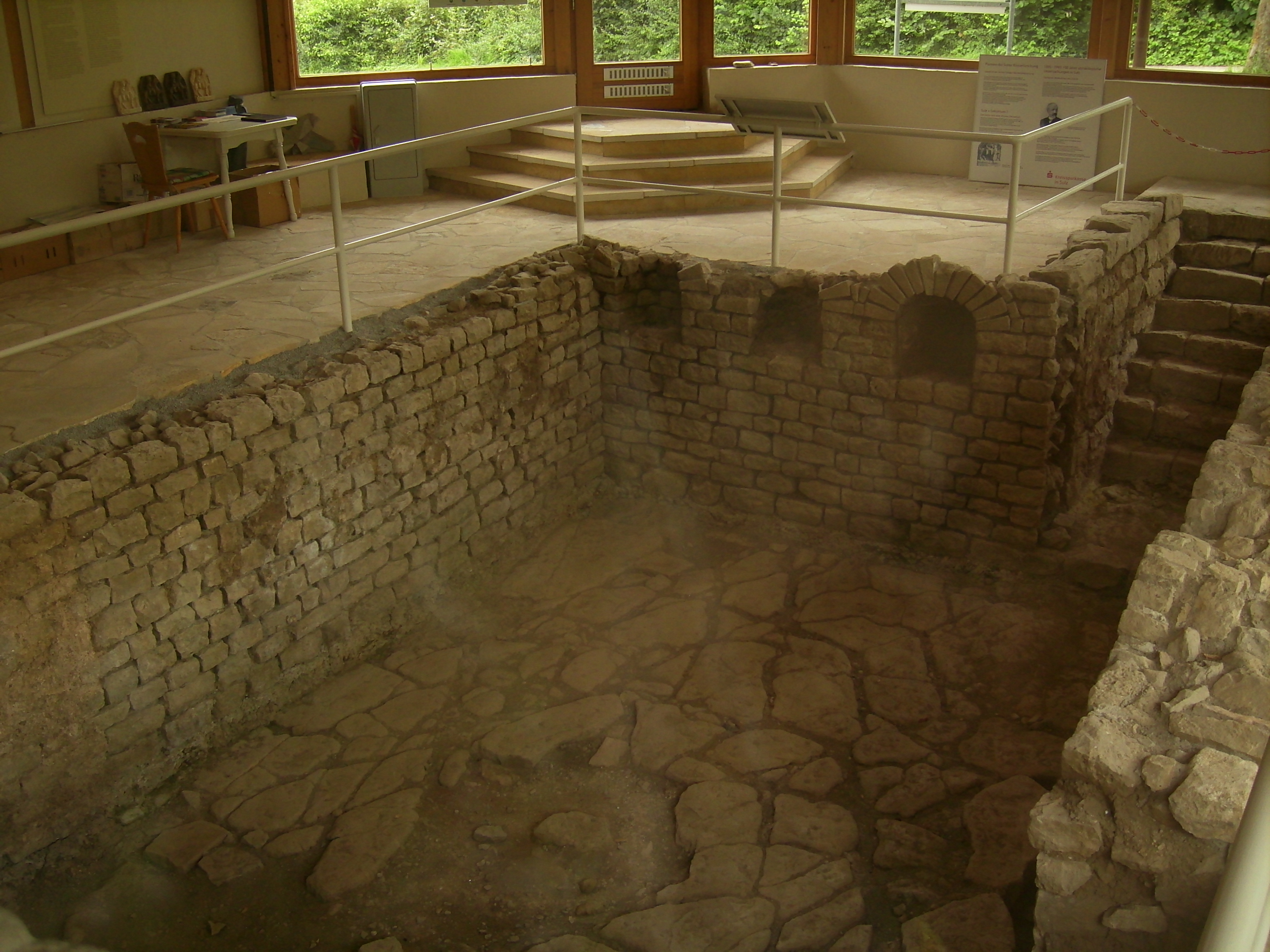
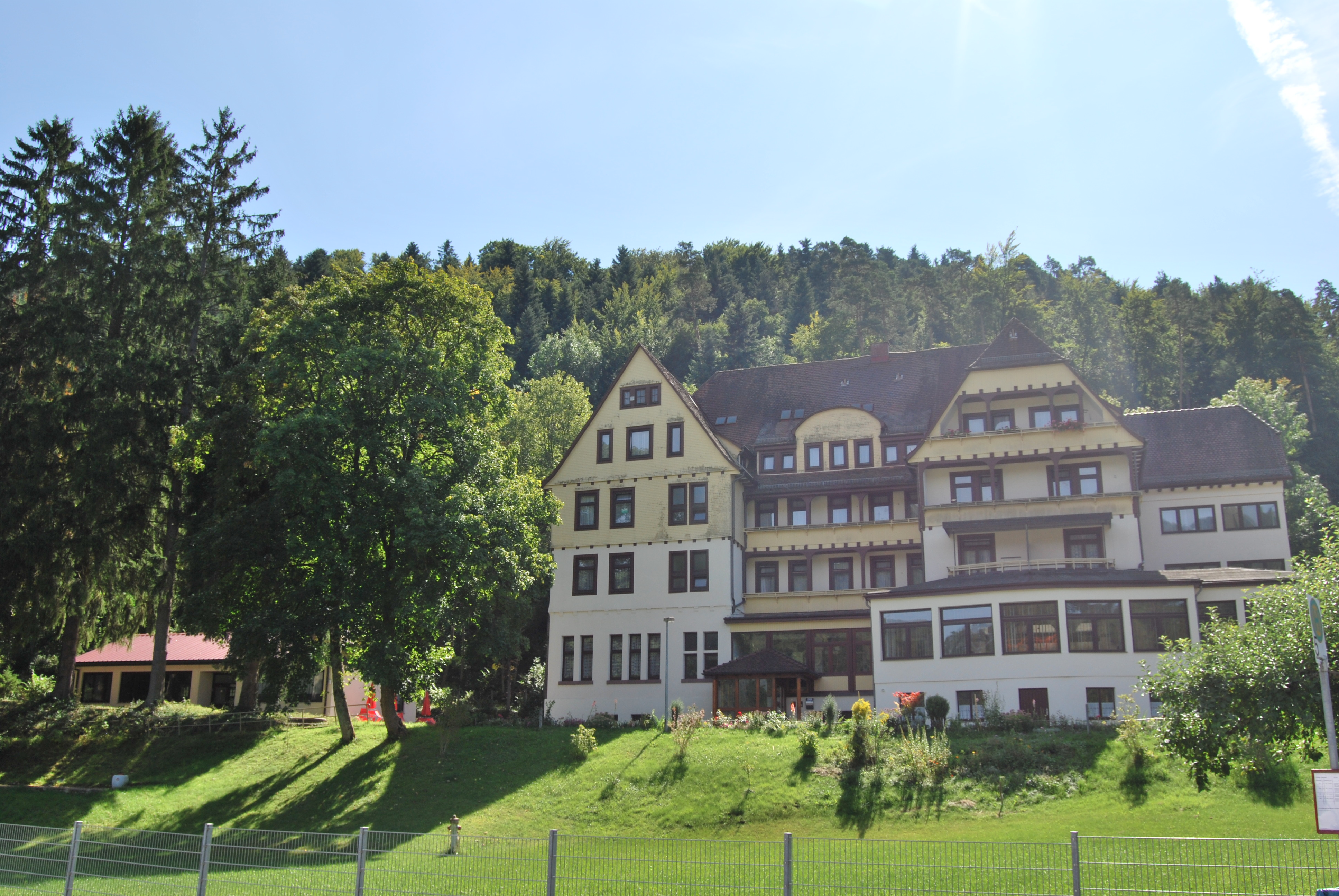
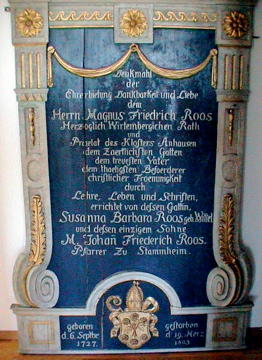